# Championnat de Dominique de football 2015-2016
Navigation
Saison précédente Saison suivante
La saison 2015-2016 du Championnat de Dominique de football est la soixante-cinquième édition du championnat national en Dominique. Les huit équipes engagées sont regroupées au sein d'une poule unique où elles s'affrontent à deux reprises. En fin de saison, pour permettre l'extension du championnat, le dernier du classement est relégué et remplacé par les trois meilleurs clubs de First League.
C'est le Dublanc Football Club qui remporte la compétition cette saison après avoir terminé en tête du classement final, avec quatre points d'avance sur Bath Estate et neuf sur Harlem United. Il s’agit du second titre de champion de Dominique de l'histoire du club, après celui remporté en 2005.

## Les clubs participants
- Aicons FC
- Bath Estate
- Northern Concrete & Steel Bombers
- Signman Maddleham United - Promu de First Division
- Dublanc Football Club
- Sagicor South East
- Harlem United
- Exodus FC

## Compétition
Le barème de points servant à établir le classement se décompose ainsi :
- Victoire : 3 points
- Match nul : 1 point
- Défaite : 0 point

### Classement
| Rang | Équipe                            | Pts | J  | G  | N | P  | Bp | Bc | Diff |
| ---- | --------------------------------- | --- | -- | -- | - | -- | -- | -- | ---- |
| 1    | Dublanc Football Club             | 36  | 14 | 12 | 0 | 2  | 30 | 12 | +18  |
| 2    | Scotia Bank Bath Estate           | 32  | 14 | 10 | 2 | 2  | 41 | 16 | +25  |
| 3    | Harlem United                     | 27  | 14 | 8  | 3 | 3  | 36 | 13 | +23  |
| 4    | Exodus FCT                        | 25  | 14 | 7  | 4 | 3  | 32 | 20 | +12  |
| 5    | Sagicor South East                | 19  | 14 | 6  | 1 | 7  | 20 | 23 | -3   |
| 6    | Northern Concrete & Steel Bombers | 10  | 14 | 3  | 1 | 10 | 19 | 33 | -14  |
| 7    | Signman Maddleham UnitedP         | 9   | 14 | 2  | 3 | 9  | 15 | 33 | -18  |
| 8    | Aicons FC                         | 3   | 14 | 1  | 0 | 13 | 7  | 50 | -43  |

|  | Champion de Dominique 2015-2016                 |
|  | Relégation en First Division                    |
|  | T : Tenant du titre P : Promu de First Division |

- Aicons FC se retire de la compétition après la 10e journée. Les quatre matchs restants à disputer sont perdus sur le score de 0-3.

## Bilan de la saison
| Championnat de Dominique de football 2015-2016 |                                  |
| Champion                                       | Dublanc Football Club (2e titre) |
| Qualifications continentales                   |                                  |
| CFU Club Championship 2017                     | Aucun                            |
| Promotions et relégations                      |                                  |
| Promus en National Premier League              | Pointe-Michel FC                 |
| Promus en National Premier League              | RIC Kensbro                      |
| Promus en National Premier League              | Wacky Rollers SC                 |
| Relégués en First Division                     | Aicons FC                        |